# Ligue des nations féminine de volley-ball 2023
 (juin 2023).
Si vous disposez d'ouvrages ou d'articles de référence ou si vous connaissez des sites web de qualité traitant du thème abordé ici, merci de compléter l'article en donnant les références utiles à sa vérifiabilité et en les liant à la section « Notes et références ».
Navigation
2022 2024
La 5e édition de la Ligue des nations féminine de volley-ball se déroule du 30 mai au 2 juillet 2023, pour la phase préliminaire et du 12 juillet au 16 juillet 2023 pour la phase finale.

## Format de la compétition

### Tour préliminaire
Les 16 équipes — à savoir les 11 équipes « récurrentes » (Allemagne, Brésil, Chine, Corée du Sud, États-Unis, Italie, Japon, Pays-Bas, Serbie, Thaïlande et Turquie), ainsi que les 5 équipes « challengers » (Bulgarie, Canada, Croatie, République Dominicaine et Pologne) — participent à une phase de groupes. Le format de la compétition introduit en 2022 reste le même pour cette édition. 16 équipes s'affrontent dans des poules de 8 équipes durant la première phase. Chaque équipe jouera 12 matchs durant cette étape. Huit équipes vont ensuite s'affronter pendant la phase finale.
La relégation ne prend en compte que les équipes « challengers ». Selon cette règle, en terminant à la 15e place, la Croatie est reléguée et participera à la Coupe Challenger 2023. Le vainqueur de cette même Coupe Challenger se qualifiera pour la prochaine édition de la Ligue des Nations en tant qu'équipe challenger.

### Phase finale
La phase finale verra s'affronter les 7 meilleures équipes ainsi que les États-Unis qui accède directement aux phases finales en tant qu'organisateur.
Cette phase est constituée de 8 matchs : 4 quarts de finale, 2 demi-finales, petite et grande finales.
Pour les quarts de finale, l'équipe classée 1ère affrontera celle classée 8ème, la 2nde affrontera la 7ème, la 3ème jouera contre la 6ème et la 4ème sera opposée à la 5ème. Si l'équipe du pays hôte ne termine pas dans les 8 premières places, elle sera classée 8ème.

## Salles

### Tour préliminaire
| Poule 1                       | Poule 2                        | Poule 3                      |
| Antalya, Turquie              | Nagoya, Japon                  | Kowloon, Hong Kong, Chine    |
| ----------------------------- | ------------------------------ | ---------------------------- |
| Antalya Sports Hall (ASH)     | Nippon Gaishi Hall (NGH)       | Hong Kong Coliseum (HKC)     |
| Capacité: 10 000              | Capacité: 10 000               | Capacité: 12 500             |
|                               |                                |                              |
| Poule 4                       | Poule 5                        | Poule 6                      |
| Brasilia, Brésil              | Suwon, Corée du sud            | Bangkok, Thaïlande           |
| Nilson Nelson Gymnasium (NNG) | Suwon KT Sonicboom Arena (SSA) | Indoor Stadium Huamark (ISH) |
| Capacité: 11 105              | Capacité: 4 407                | Capacité: 15 000             |
|                               |                                |                              |

### Phase finale
| Tous les matchs           |
| ------------------------- |
| Arlington, États-Unis     |
| College Park Center (CPC) |
| Capacité: 7 000           |
|                           |

## Composition des poules
La composition des poules a été officialisée le 7 décembre 2021.
| Semaine 1                                                              | Semaine 1                                                                     | Semaine 2                                                                    | Semaine 2                                                               | Semaine 3                                                                              | Semaine 3                                                     |
| Poule 1 Turquie                                                        | Poule 2 Japon                                                                 | Poule 3 Hong Kong                                                            | Poule 4 Brésil                                                          | Poule 5 Corée du Sud                                                                   | Poule 6 Thaïlande                                             |
| ---------------------------------------------------------------------- | ----------------------------------------------------------------------------- | ---------------------------------------------------------------------------- | ----------------------------------------------------------------------- | -------------------------------------------------------------------------------------- | ------------------------------------------------------------- |
| Turquie Canada Corée du Sud États-Unis Italie Pologne Serbie Thaïlande | Japon Allemagne Brésil Bulgarie Chine Croatie Pays-Bas République dominicaine | Chine Bulgarie Canada Italie Pays-Bas Pologne République dominicaine Turquie | Brésil Allemagne Corée du Sud Croatie États-Unis Japon Serbie Thaïlande | Corée du Sud Allemagne Bulgarie Chine États-Unis Pologne République dominicaine Serbie | Thaïlande Brésil Canada Croatie Italie Japon Pays-Bas Turquie |

## Classement

### Critères de départage
Le classement général se fait de la façon suivante :
1. plus grand nombre de victoires ;
2. plus grand nombre de points ;
3. plus grand ratio de sets pour/contre ;
4. plus grand ratio de points pour/contre ;
5. Résultat de la confrontation directe ;
6. si, après l’application des critères 1 à 5, plusieurs équipes sont toujours à égalité, les critères 1 à 5 sont à nouveau appliqués exclusivement aux matches entre les équipes concernées afin de déterminer leur classement final.

### Légende du classement
Rappel – Une équipe marque :
- 3 points pour une victoire sans tie-break (colonne G) ;
- 2 points pour une victoire au tie-break (Gt) ;
- 1 point pour une défaite au tie-break (Pt) ;
- 0 point pour une défaite sans tie-break (P) ;

### Tour préliminaire
Source : FIVB
| #  | Équipe                 | Pts | J  | G | Gt | Pt | P  | Sp | Sc | Ratio | Pp   | Pc   | Ratio |
| 1  | Pologne                | 29  | 12 | 8 | 2  | 1  | 1  | 32 | 13 | 2.462 | 1069 | 962  | 1.111 |
| 2  | États-Unis             | 28  | 12 | 6 | 4  | 2  | 0  | 34 | 16 | 2.125 | 1099 | 1004 | 1.095 |
| 3  | Turquie                | 29  | 12 | 9 | 0  | 2  | 1  | 31 | 11 | 2.818 | 1008 | 850  | 1.186 |
| 4  | Brésil                 | 24  | 12 | 6 | 2  | 2  | 2  | 28 | 18 | 1.556 | 1065 | 987  | 1.079 |
| 5  | Chine                  | 24  | 12 | 6 | 2  | 2  | 2  | 29 | 19 | 1.526 | 1089 | 993  | 1.097 |
| 6  | Italie                 | 21  | 12 | 3 | 5  | 2  | 2  | 29 | 23 | 1.261 | 1129 | 1106 | 1.021 |
| 7  | Japon                  | 21  | 12 | 5 | 2  | 2  | 3  | 27 | 20 | 1.35  | 1058 | 969  | 1.092 |
| 8  | Allemagne              | 20  | 12 | 5 | 2  | 1  | 4  | 26 | 23 | 1.13  | 1077 | 1069 | 1.007 |
| 9  | Serbie                 | 19  | 12 | 3 | 3  | 4  | 2  | 27 | 27 | 1     | 1154 | 1121 | 1.029 |
| 10 | Canada                 | 18  | 12 | 3 | 3  | 3  | 3  | 24 | 24 | 1     | 1031 | 1044 | 0.988 |
| 11 | République dominicaine | 14  | 12 | 1 | 5  | 1  | 5  | 25 | 28 | 0.893 | 1151 | 1119 | 1.029 |
| 12 | Pays-Bas               | 18  | 12 | 5 | 0  | 3  | 4  | 23 | 22 | 1.045 | 1023 | 997  | 1.026 |
| 13 | Bulgarie               | 9   | 12 | 2 | 0  | 2  | 7  | 14 | 31 | 0.452 | 853  | 1013 | 0.842 |
| 14 | Thaïlande              | 8   | 12 | 2 | 0  | 3  | 7  | 11 | 30 | 0.367 | 837  | 981  | 0.853 |
| 15 | Croatie                | 6   | 12 | 2 | 0  | 0  | 10 | 8  | 30 | 0.267 | 734  | 910  | 0.807 |
| 16 | Corée du Sud           | 0   | 12 | 0 | 0  | 0  | 12 | 3  | 36 | 0.083 | 730  | 982  | 0.743 |

## Tour préliminaire
Source : FIVB
Tous les horaires sont en heure locale.

## Phase finale
- Lieu:  College Park Center, Arlington, États-Unis
- Fuseau horaire: UTC-05:00

Les heures de matchs indiqués sont au format UTC+02:00.
|  | Quarts de finale | Quarts de finale |                  |                  | Demi-finales           | Demi-finales           |   |  | Finale           | Finale           |
|  | Quarts de finale | Quarts de finale |                  |                  | Demi-finales           | Demi-finales           |   |  | Finale           | Finale           |
|  |                  |                  |                  |                  |                        |                        |   |  |                  |                  |
|  | 12.07.22 à 23:00 | 12.07.22 à 23:00 |                  |                  | 15.07.22 à 23:00       | 15.07.22 à 23:00       |   |  | 17.07.22 à 00:30 | 17.07.22 à 00:30 |
|  | 12.07.22 à 23:00 | 12.07.22 à 23:00 |                  |                  | 15.07.22 à 23:00       | 15.07.22 à 23:00       |   |  | 17.07.22 à 00:30 | 17.07.22 à 00:30 |
|  | Pologne          | 3                |                  |                  | 15.07.22 à 23:00       | 15.07.22 à 23:00       |   |  | 17.07.22 à 00:30 | 17.07.22 à 00:30 |
|  | Pologne          | 3                |                  |                  | 15.07.22 à 23:00       | 15.07.22 à 23:00       |   |  | 17.07.22 à 00:30 | 17.07.22 à 00:30 |
|  | Allemagne        | 1                |                  |                  | 15.07.22 à 23:00       | 15.07.22 à 23:00       |   |  | 17.07.22 à 00:30 | 17.07.22 à 00:30 |
|  | Allemagne        | 1                | Pologne          | 0                |                        |                        |   |  | 17.07.22 à 00:30 | 17.07.22 à 00:30 |
|  | 13.07.22 à 17:30 |                  | Pologne          | 0                |                        |                        |   |  | 17.07.22 à 00:30 | 17.07.22 à 00:30 |
|  |                  | Chine            | 3                |                  |                        |                        |   |  | 17.07.22 à 00:30 | 17.07.22 à 00:30 |
|  | Brésil           | Chine            | 3                | 1                |                        |                        |   |  | 17.07.22 à 00:30 | 17.07.22 à 00:30 |
|  | Brésil           |                  |                  | 1                |                        |                        |   |  | 17.07.22 à 00:30 | 17.07.22 à 00:30 |
|  | Chine            | 3                |                  |                  |                        |                        |   |  | 17.07.22 à 00:30 | 17.07.22 à 00:30 |
|  | Chine            | 3                | Chine            | 1                |                        |                        |   |  |                  |                  |
|  | 13.07.22 à 02:30 |                  | Chine            | 1                |                        |                        |   |  |                  |                  |
|  |                  | Turquie          | 3                |                  |                        |                        |   |  |                  |                  |
|  | États-Unis       | Turquie          | 3                | 3                |                        |                        |   |  |                  |                  |
|  | États-Unis       | 16.07.22 à 02:30 |                  | 3                |                        |                        |   |  |                  |                  |
|  | Japon            | 1                |                  |                  |                        |                        |   |  |                  |                  |
|  | Japon            | 1                | États-Unis       | 1                |                        |                        |   |  |                  |                  |
|  | 13.07.22 à 21:00 | 13.07.22 à 21:00 | États-Unis       | 1                | Match pour la 3e place | Match pour la 3e place |   |  |                  |                  |
|  | 13.07.22 à 21:00 | 13.07.22 à 21:00 |                  | Turquie          | Match pour la 3e place | Match pour la 3e place | 3 |  |                  |                  |
|  | Turquie          | 3                | 16.07.22 à 21:00 | 16.07.22 à 21:00 |                        |                        | 3 |  |                  |                  |
|  | Turquie          | 3                | 16.07.22 à 21:00 | 16.07.22 à 21:00 |                        |                        |   |  |                  |                  |
|  | Italie           | 0                |                  | Pologne          | 3                      |                        |   |  |                  |                  |
|  | Italie           | 0                |                  | Pologne          | 3                      |                        |   |  |                  |                  |
|  |                  |                  |                  |                  |                        |                        |   |  | États-Unis       | 2                |
|  |                  |                  |                  |                  |                        |                        |   |  | États-Unis       | 2                |

## Classement final
| Place              | Équipe                 |
| ------------------ | ---------------------- |
| Médaille d'or      | Turquie                |
| Médaille d'argent  | Chine                  |
| Médaille de bronze | Pologne                |
| 4                  | États-Unis             |
| 5                  | Brésil                 |
| 6                  | Italie                 |
| 7                  | Japon                  |
| 8                  | Allemagne              |
| 9                  | Serbie                 |
| 10                 | Canada                 |
| 11                 | République dominicaine |
| 12                 | Pays-Bas               |
| 13                 | Bulgarie               |
| 14                 | Thaïlande              |
| 15                 | Croatie                |
| 16                 | Corée du Sud           |

## Récompenses[3]
- Meilleure joueuse :  Melissa Vargas
- Meilleure passeuse :  Diao Linyu
- Meilleures réceptionneuses-attaquantes :  Li Yingying -  Martyna Łukasik
- Meilleures centrales :  Zehra Güneş -  Yuan Xinyue
- Meilleure pointue :  Melissa Vargas
- Meilleure libero :  Gizem Örge